# 정실주의
정실주의(情實主義, 영어: cronyism)는 정치에 관하여 특히 정치나 정치인과 지원 조직 사이에서 가족 또는 벗에게 이점을 주는 관행을 말한다. 예를 들어, 인맥주의는 자격에 관계없이 "인맥"을 권위 있는 직위에 임명할 때 발생한다. 왕족, 귀족, 정치인 또는 재벌이 이에 해당할 수 있다.

## 같이 보기
- 태자당
- 정치인
- 재벌
- 정치 가문
- 담합
- 이해충돌
- 정실 자본주의
- 능력주의
- 족벌주의
- 과두제
- 정치적 부정부패
- 가격 협정
- 엽관제
- 파룬궁